# Бендик, Мартин
Мартин Бендик (словац. Martin Bendik, род. 27 апреля 1993 года, Попрад, Словакия) — словацкий горнолыжник, участник зимних Олимпийских игр 2014 года.

## Спортивная биография
На соревнованиях под эгидой FIS Мартин начал выступать с конца 2008 года. Довольно часто Бендик попадал в десятку в гонках FIS и Ситизен, а несколько раз словацкий спортсмен одерживал победы в этих соревнованиях. С 2012 года Бедник стал принимать участия в соревнованиях Кубка Европы и Североамериканского Кубка, но набрать зачётные очки Мартину так и не удалось. В 2013 году Бедник принял участие в зимней Универсиаде. В скоростном спуске словацкий горнолыжник был близок к попаданию в десятку, но занял только 11-е место.Успешное участие в гонках FIS и национальных чемпионатах различных стран позволило Беднику набрать необходимое количество баллов, чтобы квалифицироваться на Игры в Сочи.
В 2014 году Мартин Бедник дебютировал на зимних Олимпийских играх. В скоростном спуске словацкий горнолыжник пришёл к финишу 45-м, отстав от победителя австрийца Маттиаса Майера более, чем на 9 секунд. В суперкомбинации Мартин не смог завершить первый вид соревновательный программы. В соревнованиях в супергиганте Бедник показал 43-е время, отстав от первого места менее, чем на 5 секунд. 

## Результаты

### Олимпийские игры
| Олимпийские игры | Скоростной спуск | Супергигант | Гигантский слалом | Слалом | Комбинация |
| ---------------- | ---------------- | ----------- | ----------------- | ------ | ---------- |
| Сочи 2014        | 45               | 43          | —                 | —      | DNF        |

## Личная жизнь
- Обучается в университете Павла Йозефа Шафарика.
- Старший брат Петер также занимается горнолыжным спортом.